# 萨拉特河
薩拉特河（法語：Salat，法語發音：[salat]）是法國的河流，位於該國南部，屬於加龍河的右支流，河道全長75公里，流域面積1,570平方公里，平均流量每秒43立方米，發源自比利牛斯山。

## 名称
该河名“Salat”发音为[salat]，末尾字母“t”发音，《世界地名翻译大辞典》与《世界地名译名词典》将其误译作“萨拉河”。

## 外部連結
- http://www.geoportail.fr （页面存档备份，存于）
- Sandre数据库中的薩拉河 （页面存档备份，存于）